# Пол Йохан Анселм Ритер фон Фойербах
Пол Йохан Анселм Ритер фон Фойербах (на немски: Paul Johann Anselm von Feuerbach) е германски учен в областта на правните науки.
Той е роден близо до Йена, където учи философия и право. На 23 г. той става известен с яростен критицизъм върху теорията на Томас Хобс за гражданската сила. Малко след това в лекции по криминална юриспруденция той полага основите на известната негова теория, че при правораздаването съдиите трябва стриктно да се придържат в техните решения към наказателния кодекс.
Фон Фоейрбах е автор на известната максима nullum crimen, nulla poena sine praevia lege poenali, т.е., че „няма престъпление, няма наказание без предходен наказателен закон“ или „няма престъпление и следователно не може да има наказание, ако във времето на извършване не е имало наказателен закон, осъждащ деянието“, което е основна максима на континенталното европейско правно мислене.